# Ласкавець Воронова
Ласкавець Воронова (Bupleurum woronowii) — вид квіткових рослин родини окружкових (Apiaceae).

## Біоморфологічна характеристика
Це багаторічна рослина 80–100 см заввишки. Стебла завжди поодинокі, товсті, 5–10 мм в діаметрі, багаторазово вилчасто-гіллясті. Парасольки з 5–10 квіток, 6–8-променеві. Листки лінійні та вузьколінійні, в основі розширені, напівохоплюють стебло.

## Поширення
Північний Кавказ, Грузія, Крим.
В Україні вид зростає на сухих схилах — у Криму (на ПБК та на південному схилі Карабі-яйли), дуже рідко.